# Polystichum rufum
Polystichum rufum är en träjonväxtart som beskrevs av M. Kessler och A. R. Sm. Polystichum rufum ingår i släktet Polystichum och familjen Dryopteridaceae. Inga underarter finns listade.